# Сичан
Сича́н (кит. упр. 西昌, пиньинь Xīchāng, буквально: «к западу от Цзяньчана») — городской уезд Ляншань-Ийского автономного округа провинции Сычуань (КНР).

## История
При империи Западная Хань в этих местах был создан уезд Цюнду (邛都县). При империи Тан эти места были подчинены Цзяньчанской управе (建昌府). При империи Цин в 1730 году западнее Цзяньчана был создан уезд Сичан (西昌县).
В 1939 году была образована провинция Сикан, и уезд Сичан вошёл в её состав. В 1950 году уезд вошёл в состав Специального района Сичан (西昌专区). В 1955 году провинция Сикан была расформирована, и Специальный район Сичан был передан в состав провинции Сычуань. В 1960 году к уезду Сичан был присоединён уезд Дэчан, но в 1962 году он был восстановлен. В 1970 году Специальный район Сичан был переименован в Округ Сичан (西昌地区).
В 1978 году Округ Сичан был расформирован, и уезд Сичан был передан в состав Ляншань-Ийского автономного округа; при этом в него переехало правительство округа. В 1979 году урбанизированная часть уезда Сичан была выделена в городской уезд Сичан. В 1986 году уезд Сичан был расформирован, а входившие в него территории были переданы в состав городского уезда Сичан.

## Административно-территориальное деление
Городской уезд Сичан делится на 6 уличных комитетов, 8 посёлков, 27 волостей и 2 национальные волости.

## Транспорт

### Железнодорожный
Имеется скоростная железнодорожная линия Сичан — Куньмин (часть скоростной линии Чэнду — Куньмин).

### Автомобильный
Через Сичан проходит скоростная дорога Пекин — Куньмин (G5).

### Авиационный
В 2019 году аэропорт Сичан-Циншань обслужил почти 1,1 млн пассажиров и около 2 тыс. тонн грузов.

## Космическая программа
В уезде базируется космодром Сичан.